# Geloius tanalanensis
Geloius tanalanensis är en insektsart som beskrevs av Wintrebert 1972. Geloius tanalanensis ingår i släktet Geloius och familjen Pyrgomorphidae. Inga underarter finns listade i Catalogue of Life.